# برانچ (ویسکانسین)
برانچ (به انگلیسی: Branch) یک منطقهٔ مسکونی در ایالات متحده آمریکا است که در مینتواک، ویسکانسین واقع شده‌است. برانچ ۲۲۸٫۹۱ متر بالاتر از سطح دریا واقع شده‌است.